# Centro Cultural de España

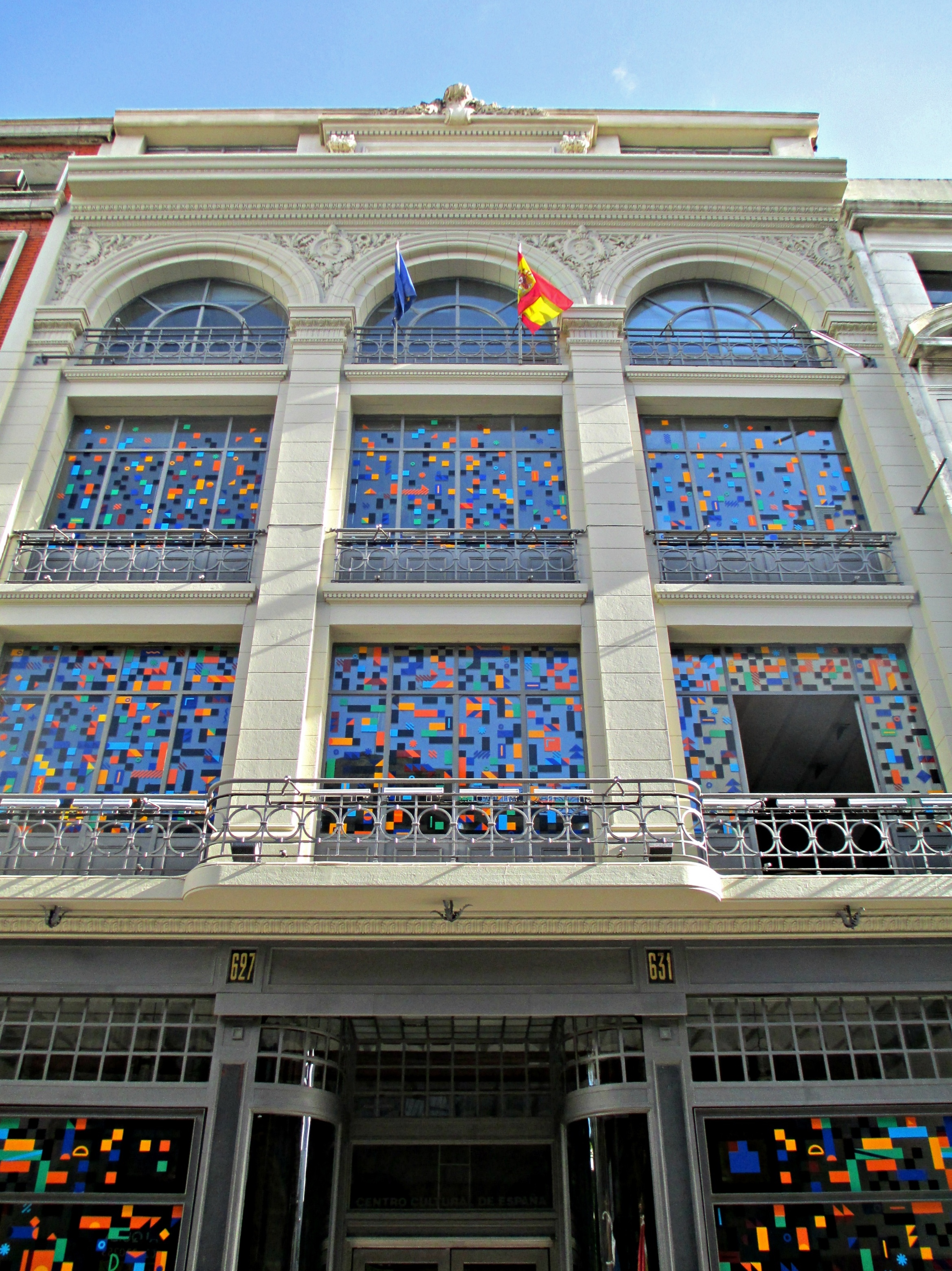
Centro Cultural de España en Montevideo.

Los Centros Culturales de España son unidades de cooperación en el exterior de la Agencia Española de Cooperación Internacional para el Desarrollo (AECID). Articulados a través de la Red de Centros Culturales de España dependiente la AECID, ésta cuenta con Centros repartidos por América y África, dedicados a promover la cultura, la creatividad y la diversidad cultural como factor de desarrollo. 
Esta Red de Centros pertenecientes a la AECID engloba un total de 19 sedes, que operan como unidades especializadas en cultura y desarrollo. Y tal y como figura en el IV Plan Director de la Cooperación Española 2013-16, promueve el respeto a la diversidad cultural, el diálogo intercultural y la libertad de expresión y creación, así como la participación efectiva de todas las personas en la vida cultural. Para ello, profundiza en la comprensión de los diferentes contextos culturales; fomenta las redes de intercambio y cooperación cultural; contribuye al fortalecimiento de las capacidades de los actores públicos y privados del sector cultural en los países socios, prestando especial atención a los colectivos en situación de mayor vulnerabilidad; y aborda desde un enfoque intersectorial la gestión sostenible del patrimonio cultural.

## Historia
En 2007, en aplicación de la Estrategia de Cultura y Desarrollo de la Cooperación Española se aprueba en el Congreso de los Diputados una "Proposición no de Ley relativa a la expansión e inversión de centros culturales para la cooperación al desarrollo en Latinoamérica".
En 2015, la Secretaría General Iberoamericana (SEGIB) y el Ministerio de Asuntos Exteriores y de Cooperación de España firmaron un acuerdo conforme al que se comprometía “el aprovechamiento de dichas infraestructuras por parte de los Estados miembros de la Comunidad Iberoamericana de Naciones (CIN), para la realización de actividades concretas de cooperación y promoción cultural” y articular el Espacio Cultural Iberoamericano.
Reafirmando su histórica vocación como espacios seguros y de libertad, en mayo de 2023 se crearon 3 nuevos centros culturales (Panamá, Guatemala y Nicaragua), ya que "la preocupante coyuntura política en los tres países centroamericanos motiva que se considere urgente la protección de estos espacios de cooperación cultural, convirtiéndolos en Unidades de Cooperación en el Exterior (UCE), quedando así amparados por la Ley 2/2014 de la Acción y del Servicio Exterior y de la Convención de Viena de relaciones diplomáticas de 1961".
Actualmente, la Red está constituida por dieciséis Centros Culturales con la entidad jurídica de Oficinas de la Cooperación Española, a los que se suman tres Centros Asociados con participación local.

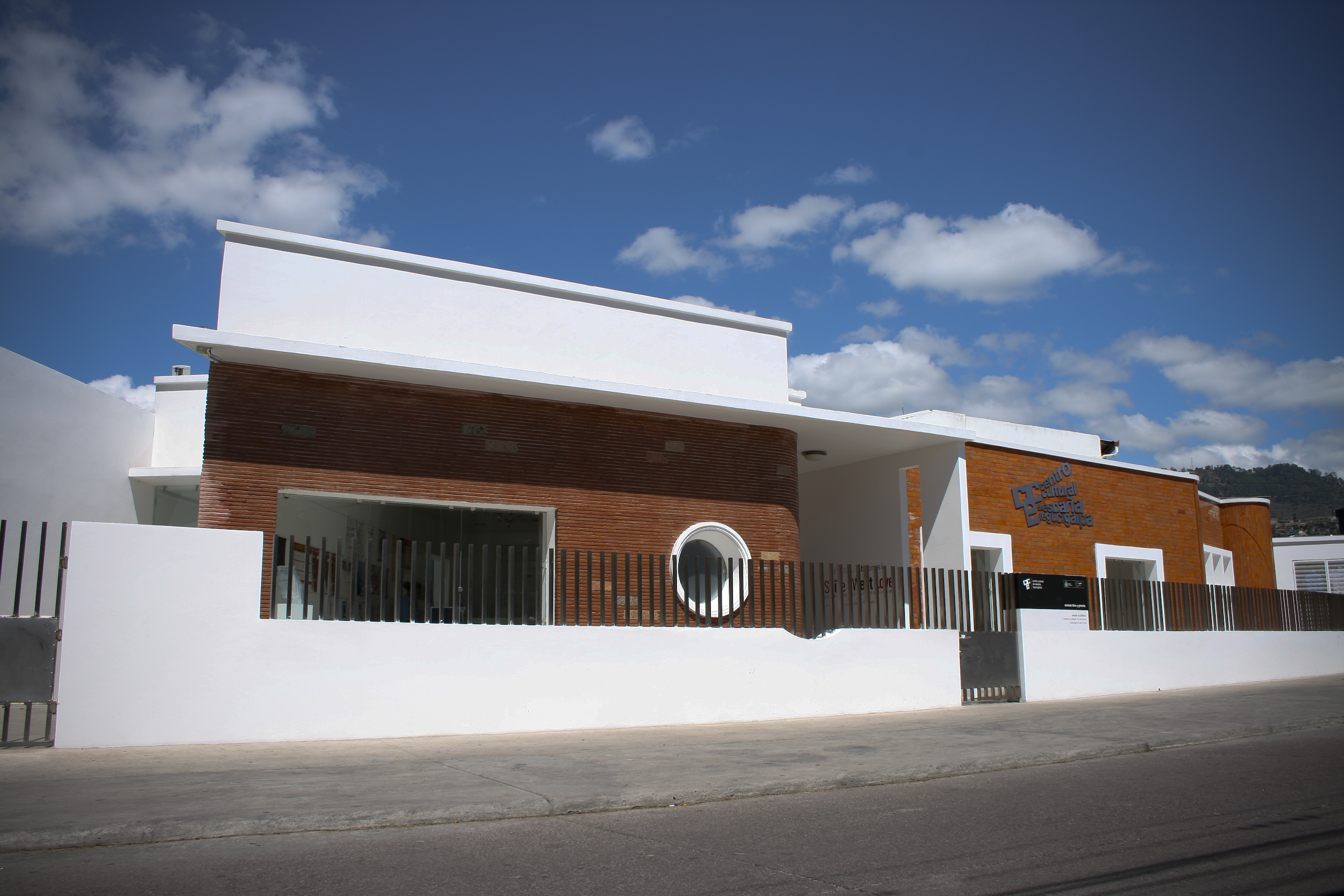
Centro Cultural de AECID en Tegucigalpa.

## Centros culturales de gestión propia
- Centro Cultural de España en Bata (Guinea Ecuatorial)

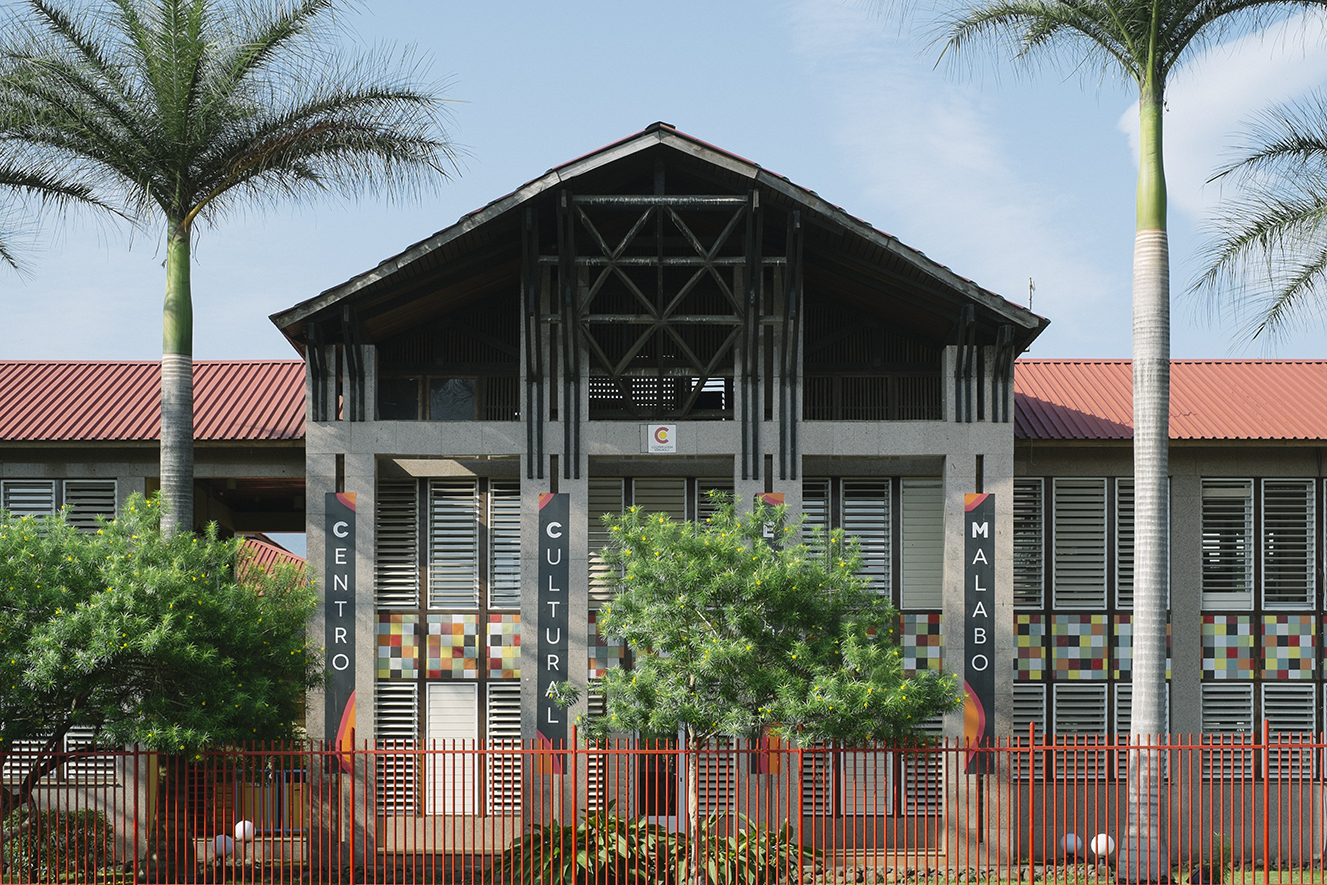
Centro Cultural de España en Malabo.

- Centro Cultural de España en Buenos Aires (Argentina)
- Centro Cultural de España Casa del Soldado (Panamá)
- Centro Cultural de España en El Salvador (El Salvador)
- Centro Cultural de España en Guatemala (Guatemala)
- Centro Cultural de España en Asunción Juan de Salazar (Paraguay)
- Centro Cultural de España en La Paz (Bolivia)
- Centro Cultural de España en Lima (Perú)
- Centro Cultural de España en Malabo (Guinea Ecuatorial)
- Centro Cultural de España en México (México)
- Centro Cultural de España en Montevideo (Uruguay)
- Centro Cultural de España en Nicaragua (Nicaragua)
- Centro Cultural de España en San José (Costa Rica)
- Centro Cultural de España en Santiago (Chile)
- Centro Cultural de España Santo Domingo (República Dominicana)
- Centro Cultural de España en Tegucigalpa (Honduras)

## Antiguos Centros culturales de gestión mixta que en 2025 ya no forman parte de la Red
- Centro Cultural de España Asociado Miami (Estados Unidos)
- Centro Cultural de España en Córdoba (Argentina)
- Centro Cultural de España en Rosario (Argentina)

## Red de Centros de Formación de la Cooperación Española
En paralelo a la Red de Centros Culturales de España de la Cooperación Española, se articula también la Red de Centros de Formación de la Cooperación Española, cuya misión formativa se cumplimenta con una dinámica promoción cultural: «Los centros de formación que tiene la Cooperación Española en Iberoamérica constituyen herramientas idóneas tanto para estimular los intercambios de conocimientos y experiencias como para fortalecer capacidades institucionales de los países socios».
Según especifica la web de AECID "son unidades especializadas en transferencia de conocimiento que funcionan como un foro de encuentro, reflexión e intercambio de experiencias en torno a múltiples aspectos del desarrollo iberoamericano, a la vez que contribuyen al fortalecimiento de capacidades institucionales de los países socios en la región, a la dinamización de la cooperación Sur-Sur, a la creación de redes y al aprendizaje entre pares de Latinoamérica y España. Además, son centros de pensamiento donde se analizan, debaten y formulan ideas sobre la agenda de desarrollo post 2015."
La Red está formada por cuatro centros:
- Centro de Formación de Cartagena de Indias (Colombia)[7]
- Centro de Formación de la Cooperación Española en La Antigua (Guatemala)
- Centro de Formación de Montevideo (Uruguay)[8]
- Centro de Formación de Santa Cruz de la Sierra (Bolivia)

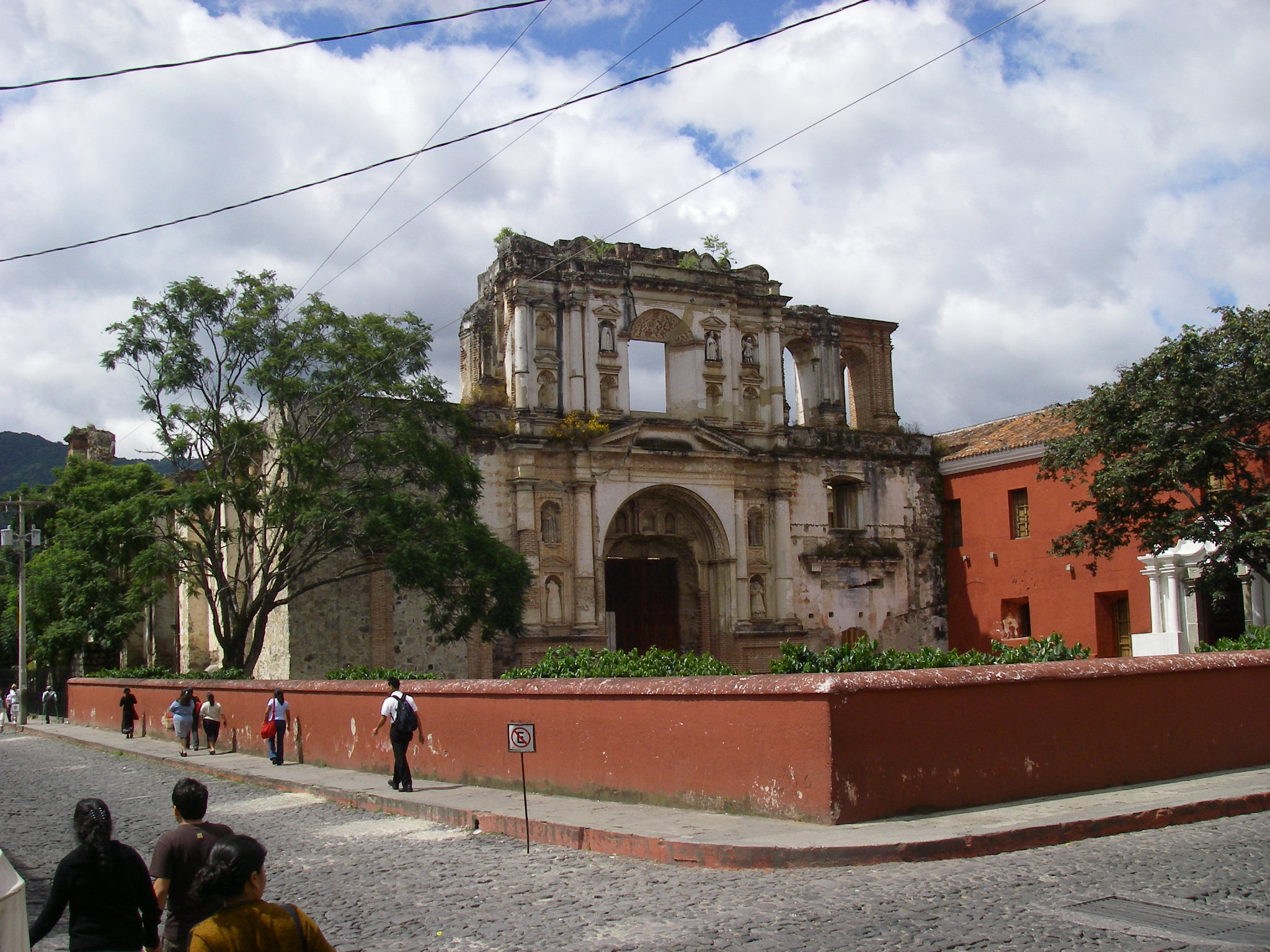
CFCE en La Antigua Guatemala.

## Institutos Cervantes
Con objetivos complementarios existe igualmente la Red de Centros del Instituto Cervantes en aquellos países de habla no española.
En algunos casos, y por necesidades del contexto, como en Malabo, Bata y El Salvador, los Centros Culturales de España están conveniados con el Instituto cervantes para asumir funciones de centros examinadores de los diplomas DELE de español.

## Institutos de Cultura Hispánica
Tampoco se debe de confundir con los Institutos de Cultura Hispánica (aunque tengan procesos históricos en paralelo), o con las Casas de España, promovidas por el Instituto Español de Emigración para la Emigración española.